# You’re Not Alone (альбом)
| Совокупная оценка   | Совокупная оценка |
| Источник            | Оценка            |
| ------------------- | ----------------- |
| Metacritic          | 77/100            |
| Оценки критиков     |                   |
| Источник            | Оценка            |
| AllMusic            | [ 3 ]             |
| The A.V. Club       | A                 |
| Classic Rock        | [ 5 ]             |
| New Musical Express | [ 6 ]             |
| Pitchfork           | 6.6/10            |
| Exclaim!            | 6/10              |
| PopMatters          | [ 9 ]             |
| Under the Radar     | [ 10 ]            |
| Q                   | 4/5               |
| Kerrang!            | 4/5               |

You’re Not Alone — альбом американского музыканта Andrew W.K., его первый студийный альбом со времён 55 Cadillac и Gundam Rock 2009 года. Альбом стал доступен для стриминга 26 февраля и был выпущен 2 марта 2018 года на лейбле Sony Music. По словам обозревателя AllMusic Тимоти Монгера, You’re Not Alone по звучанию напоминает дебютный альбом музыканта I Get Wet, выпущенный в 2002 году, и ознаменовывает возвращение музыканта к «выдающемуся поп-метал звуку».
You’re Not Alone набрал 77 баллов из 100 на агрегаторе Metacritic. Многие музыкальные критики положительно оценили схожесть звучания записи с дебютным альбомом музыканта, а также мотивирующие тексты песен (в том числе трёх художественных декламаций, присутствующих на записи).

## Создание

### Запись
Альбом был записан на нескольких американских студиях в Нью-Йорке, Скотсдейле, Маунт-Проспекте, Лос-Анджелесе, Эль-Пасо и Уотертауне (Висконсин). По словам Andrew W.K., на альбоме он старался создать звучание «безупречной силы»: все эмоции и мысли музыканта были перемешаны в один «живительный сироп» и были усилены «праздным духом славной вечеринки».
Помимо основного материала, альбом содержит три художественные декламации: «The Feeling of Being Alive», «In Your Darkest Moments» и «Confusion and Clarity». В них, как и в текстах песен, Эндрю призывает слушателя не подавлять свои эмоции, видеть хорошие стороны в тяжёлых жизненных моментах и мыслить позитивно.

### Обложка
Обложка альбома была нарисована художниками Борисом Вальехо и Джули Белл, работающими над иллюстрациями к книгам в жанре фэнтези. На ней изображён музыкант, пристально всматривающийся в демона на углу устрашающей пригородной улицы. Обозреватель AllMusic считает, что на обложке Andrew W.K. показывает себя убийцей отчаяний и сомнений.
По словам Эндрю, он давно интересовался фэнтези и начал отмечать на иллюстрациях автографы сначала Бориса, затем Джулии, а потом и их дуэта, и очень удивился, узнав, что они давно женаты. Позже он увидел их иллюстрацию к премии Revolver Golden Gods Awards и связался с художниками для создания обложки для его альбома.

## Выпуск
You’re Not Alone стал первым альбомом музыканта, выпущенным после 8-летнего перерыва. Первым был выпущен заглавный сингл с альбома «Music Is Worth Living For», появившийся в сети 12 января 2018 года. В тот же день Эндрю впервые исполнил песню на пианино во время сессии музыкального блога Stereogum. По словам Andrew W.K., текст «Music Is Worth Living For» является самым правдивым текстом, написанным музыкантом. 29 января был выложен второй сингл, «Ever Again», и объявлены даты тура в поддержку альбома.
26 февраля альбом стал доступен для прослушивания на сервисах Apple Music и Spotify.

## Рецензии
Альбом был тепло принят критиками. На сайте Metacritic альбом получил оценку 77/100 с вердиктом «Generally favorable reviews» (с англ. — «Преимущественно положительно отзывы»), а также занял 91 строчку в списке самых обсуждаемых альбомов 2018 года.
Джош Модел из The A.V. Club дал альбому наивысшую оценку, положительно оценив возврат музыканта к звуку дебютного альбома, и отметил, что он «вернулся к корням покрытый шрамами, но поумневший». По его мнению, музыкант смог добиться эффекта, благодаря которому слушатель может ощущать себя соучастником песен. Тимоти Монгер из AllMusic также хорошо оценил возврат музыканта к истокам и выделил текстовую составляющую альбома, которую он назвал «простой и откровенной». Из песен критик выделил «Party Mindset», которая, по его мнению, была вдохновлена творчеством Брайана Уилсона из The Beach Boys. Марк Бомонт из журнала Classic Rock сравнил песню «Party Mindset» с творчеством The Beach Boys, «если бы они играли глэм-метал». Ник Рейли, обозреватель журнала New Musical Express, оценил альбом как «позитивную запись, выступающую в качестве антидота в наши всё более разобщающие времена», а песню «Music Is Worth Living For» назвал лучшей песней Andrew W.K. со времён «Party Hard». Положительный отзыв на альбом оставил и журнал Pitchfork: Стив Канделл отметил, что по сравнению с «Party Hard» темп песен стал медлительнее, будто музыкант «каждый раз пытался создать конкуренцию „The Final Countdown“ группы Europe».
Люк Пирсон из Exclaim! дал альбому оценку 6/10. В рецензии он написал, что You’re Not Alone является давно потерянным продолжением The Wolf, вышедшего в 2003 году, а растянутые треки и недоделанные тексты «расстраивают» слушателя. Ещё хуже запись оценивает Брис Эзелл из PopMatters, назвав музыканта «крикуном» и написав, что если слушатель поверит в то, о чём поёт Andrew W.K., то он сможет обмануть себя мыслями о вечной жизни. Ян Рашбери из Under the Radar оценил запись на 4 звезды из 10, сравнив «The Power of Partying» с «An American Trilogy», исполненной Ministry, и заявив, что перед прослушиванием альбома он ожидал услышать что-то в стиле «Party Hard», а в итоге подвергся психоанализу «трибьют-группы Creed».

## Список композиций
| №                   | Название                                                 | Длительность |
| ------------------- | -------------------------------------------------------- | ------------ |
| 1.                  | «The Power of Partying»                                  | 1:36         |
| 2.                  | «Music Is Worth Living For»                              | 4:22         |
| 3.                  | «Ever Again»                                             | 3:18         |
| 4.                  | «I Don’t Know Anything»                                  | 2:54         |
| 5.                  | «The Feeling of Being Alive» (художественная декламация) | 0:47         |
| 6.                  | «Party Mindset»                                          | 4:11         |
| 7.                  | «The Party Never Dies»                                   | 3:00         |
| 8.                  | «Give Up on You»                                         | 3:16         |
| 9.                  | «Keep on Going»                                          | 4:06         |
| 10.                 | «In Your Darkest Moments» (художественная декламация)    | 1:05         |
| 11.                 | «The Devil's on Your Side»                               | 5:22         |
| 12.                 | «Break the Curse»                                        | 6:22         |
| 13.                 | «Total Freedom»                                          | 3:56         |
| 14.                 | «Beyond Oblivion»                                        | 4:06         |
| 15.                 | «Confusion and Clarity» (художественная декламация)      | 1:01         |
| 16.                 | «You're Not Alone»                                       | 3:04         |
| 17.                 | «The Creation of Sound» (бонус-трек в японском издании)  | 3:55         |
| Общая длительность: | Общая длительность:                                      | 52:32        |

## Чарты
| Чарт (2018)                      | Высшая позиция |
| -------------------------------- | -------------- |
| Scottish Albums (OCC)            | 74             |
| Billboard 200                    | 197            |
| Top Rock Albums (Billboard)      | 36             |
| Top Hard Rock Albums (Billboard) | 9              |
| Top Album Sales (Billboard)      | 40             |
| Digital Albums (Billboard)       | 19             |
| Tastemakers (Billboard)          | 2              |

## Участники записи
Данные взяты с сайта AllMusic.

| - Andrew W.K. — вокал, клавишные - Дуг Ансон — гитара, вокал - Кларк Кегли — ударные - Аманда Лепр — гитара, вокал - Чери Лили — вокал - Эрик Пейн — гитара, вокал - Дэйв Пино — гитара, вокал - Эрика «Эт» Пино — клавишные, вокал - Грегг Робертс — бас-гитара, вокал | - Andrew W.K. - Дуг Ансон - Блейки Бой Канарис - Борис Вальехо — обложка - Джули Белл — обложка - Кортни Армитедж — фотография | - Andrew W.K. - Марио Дане - Том Гордон - Чери Лили - Стиве Майк - Фрэнк Виерти - Бобби Уорнер - Тед Янг | - Пабло Нелькен - Джентри Студер - Тед Янг - Джентри Студер — микширование - Тед Янг — мастеринг |